# 亞蘭大馬士革
亞蘭大馬士革王國是歷史上的一個由亞蘭人建立的國家，從公元前12世紀到前734年，以大馬士革為首都。亞蘭大馬士革的存在成疑，原因是只有以下三類文獻有其紀錄：
- 亞述帝國的編年史
- 亞蘭人遺下的文書
- 《希伯來聖經》（舊約全書）

當中，大多數文獻均來自亞述帝國，而當中同一份文本，可能存在多個不同的版本。